# Veterinary Radiology & Ultrasound
Veterinary Radiology & Ultrasound (VRU) – międzynarodowe, recenzowane czasopismo naukowe publikujące w dziedzinie nauk weterynaryjnych.
Pismo wydawane jest przez American College of Veterinary Radiology, stanowiąc także oficjalne czasopismo European College of Veterinary Diagnostic Imaging, European Association of Veterinary Diagnostic Imaging, Australasian Association of Veterinary Diagnostic Imaging i International Veterinary Radiology Association. Ukazuje się raz na dwa miesiące. Posiada swoją reprezentację w Committee on Publication Ethics.
VRU obejmuje tematyką weterynaryjną radiologię onkologiczną i interwencyjną oraz techniki obrazowania diagnostycznego, takie jak tomografia komputerowa, rezonans magnetyczny, radiologia diagnostyczna, ultrasonografia czy obrazowanie nuklearne. Publikuje oryginalne prace badawcze, raporty z obrazowania, przeglądy i listy.
W 2015 impact factor pisma wynosił 1,453. W 2014 zajęło 32 miejsce w rankingu ISI Journal Citation Reports w dziedzinie  weterynarii.